# Coupe de l'EHF féminine 2006-2007
Navigation
Coupe de l'EHF 2005-2006 Coupe de l'EHF 2007-2008
La Coupe de l'EHF 2006-2007 est la vingt-sixième édition de la Coupe de l'EHF féminine, compétition de handball créée en 1981 et organisée par l'EHF.

## Formule
La coupe de l'EHF est aussi appelée la C3. Il faut pour chaque équipe engagée franchir les sept tours de l’épreuve pour brandir le trophée. Toutes les rencontres se déroulent en matchs aller-retour. 
La coupe de l'EHF intègre vingt-huit équipes qualifiées par leurs fédérations nationales lors du troisième tour et quatre autres équipes issues d’un tour de qualification à huit équipes. Elle est généralement considérée comme la seconde coupe d’Europe en termes de niveau de jeu.

## Demi-finales
| Date Aller    | Club                    | Aller | Total | Retour  | Club                 | Date Retour   |
| ------------- | ----------------------- | ----- | ----- | ------- | -------------------- | ------------- |
| 14 avril 2007 | Ikast Bording EH        | 36-35 | 64-62 | 28-27   | Orsan Elda Prestigio | 21 avril 2007 |
| 14 avril 2007 | TSV Bayer 04 Leverkusen | 23-21 | 50-53 | 27 - 32 | Zvezda Zvenigorod    | 21 avril 2007 |

## Finale
| Date Aller  | Club             | Aller   | Total   | Retour  | Club              | Date Retour |
| ----------- | ---------------- | ------- | ------- | ------- | ----------------- | ----------- |
| 11 mai 2007 | Ikast Bording EH | 35 - 30 | 57 - 62 | 22 - 32 | Zvezda Zvenigorod | 20 mai 2007 |

## Les championnes d'Europe
| Championne Coupe d'Europe de l'EHF 2006-2007 Zvezda Zvenigorod 1er titre |